# Football Club Viktoria Plzeň 2010-2011
Questa voce raccoglie le informazioni riguardanti il Football Club Viktoria Plzeň nelle competizioni ufficiali della stagione 2010-2011.

## Organigramma societario
Area Direttiva
- Presidente: Ladislav Valášek
- Direttore sportivo: Miroslav Jedlička

Area Tecnica
- Allenatore: Pavel Vrba
- Allenatori in seconda: Karel Krejčí, Josef Čaloun ,Jiří Skála

Area Sanitaria
- Massaggiatore: Zdeněk Sláma
- Medici sociali: Václav Rada, Petr Zeman, Petr Nepraš, Jaroslav Zeman
- Fisioterapista: Radek Brožek

## Rosa
| N. |                       | Ruolo | Calciatore         |
| -- | --------------------- | ----- | ------------------ |
| 1  | Rep. Ceca (bandiera)  | P     | Dan Houdek         |
| 3  | Slovacchia (bandiera) | D     | Miloš Brezinský    |
| 4  | Slovacchia (bandiera) | D     | Tomáš Hájovský     |
| 5  | Slovacchia (bandiera) | A     | Michal Ďuriš       |
| 7  | Rep. Ceca (bandiera)  | C     | Petr Trapp         |
| 8  | Rep. Ceca (bandiera)  | D     | David Limberský    |
| 9  | Rep. Ceca (bandiera)  | C     | Martin Fillo       |
| 10 | Rep. Ceca (bandiera)  | C     | Pavel Horváth      |
| 11 | Rep. Ceca (bandiera)  | C     | Milan Petržela     |
| 13 | Rep. Ceca (bandiera)  | A     | Dominik Mandula    |
| 15 | Rep. Ceca (bandiera)  | D     | František Ševinský |
| 17 | Rep. Ceca (bandiera)  | A     | Jan Rezek          |

| N. |                       | Ruolo | Calciatore         |
| -- | --------------------- | ----- | ------------------ |
| 18 | Rep. Ceca (bandiera)  | D     | David Bystroň      |
| 20 | Rep. Ceca (bandiera)  | C     | Petr Jiráček       |
| 21 | Rep. Ceca (bandiera)  | D     | Aleš Neuwirth      |
| 22 | Rep. Ceca (bandiera)  | C     | Martin Sladký      |
| 23 | Slovacchia (bandiera) | A     | Marek Bakoš        |
| 26 | Rep. Ceca (bandiera)  | C     | Daniel Kolář       |
| 27 | Rep. Ceca (bandiera)  | C     | František Rajtoral |
| 29 | Rep. Ceca (bandiera)  | C     | David Štípek       |
| 30 | Rep. Ceca (bandiera)  | P     | Martin Ticháček    |
| 33 | Rep. Ceca (bandiera)  | P     | Roman Pavlík       |

## Risultati

### UEFA Europa League
| Arbitro: | Carlos Clos Gómez |

|               |           |                    |
| Limberský 28’ | Marcatori | 45’ (rig.) Delgado |

| Arbitro: | Jérome Efong Nzolo |

|                                      |           |  |
| Quaresma 28’ Delgado 57’ Hološko 71’ | Marcatori |  |